# Martinho Botelho

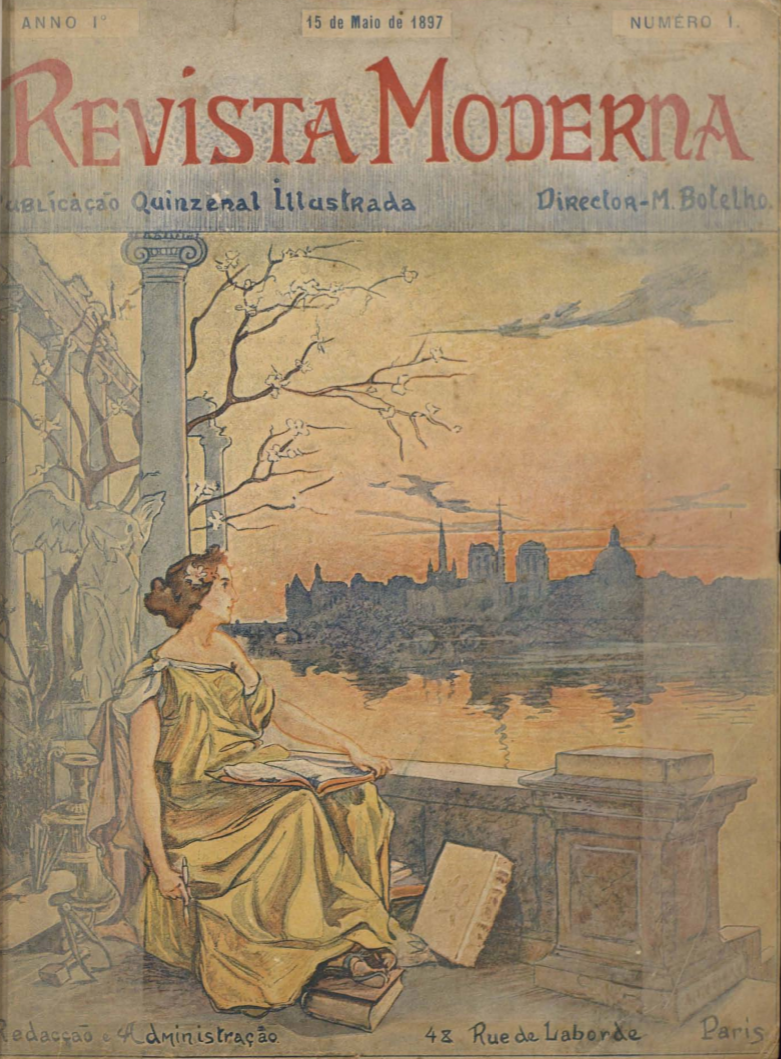
Revista Moderna, ano 1 n. 1, 1897

Martinho Carlos de Arruda Botelho (Rio Claro, 30 de janeiro de 1867 — 1914) foi um editor brasileiro, criador da Revista Moderna,  editada em Paris, para circulação exclusiva no Brasil, e do periódico mensal Brasil Magazine.
Filho de Antonio Carlos de Arruda Botelho, Conde do Pinhal, e de Anna Carolina de Mello Oliveira, nasceu em Rio Claro, na Fazenda São José, propriedade dos pais de Anna Carolina.

## Colaboração com Eça de Queirós
Martinho Botelho residia em Paris, quando conheceu Eça de Queirós, então cônsul de Portugal em Paris. Eça viria a se tornar um regular colaborador da Revista Moderna, editada por Botelho. Esta colaboração mereceu uma edição inteiramente ao escritor português, na qual se iniciou a publicação do romance A Ilustre Casa de Ramires.